# الطاقة الشمسية في أستراليا

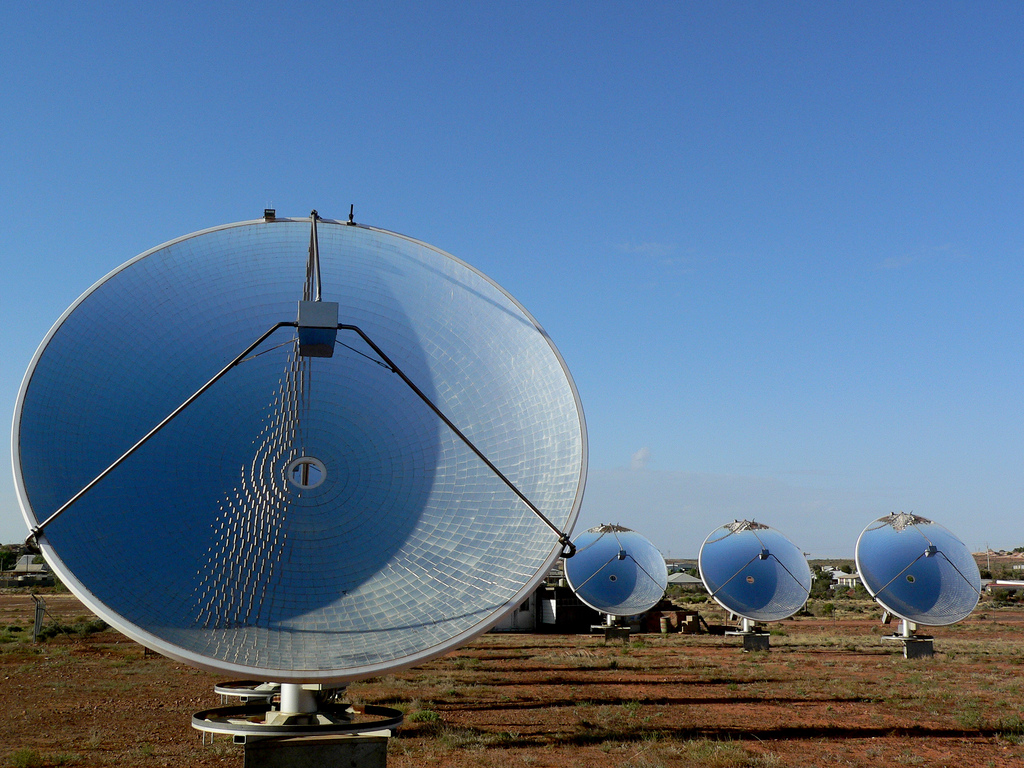

الطاقة الشمسية في أستراليا هي صناعة متسارعة في النمو. اعتبارًا من شهر سبتمبر عام 2019، كان لمنشآت الألواح الضوئية المعتمدة على الطاقة الشمسية في أستراليا، والتي يزيد عددها عن 2.2 مليون، قدرة مشتركة تبلغ 13904 ميغاواط لوح ضوئي من الطاقة الشمسية، وقد رُكّب 3290 ميغاواط منها في الأشهر الـ12 الماضية. في عام 2019، كان هناك 59 مشروعًا من الألواح الضوئية المعتمدة على الطاقة الشمسية بقدرة مشتركة تبلغ 2881 ميغاواط إما قيد الإنشاء أو أنشئت بالفعل أو على وشك البدء بإنشائها بعد الاتفاق على صفقتها المالية. تمثل الطاقة الشمسية 5.2% (أو 11.7 تيراواط ساعي) من إجمالي إنتاج الطاقة الكهربائية في أستراليا (227.8 تيراواط ساعي) في عام 2018.
أدت الزيادة المفاجئة في منشآت الألواح الضوئية المعتمدة على الطاقة الشمسية في أستراليا منذ عام 2018 إلى دفع البلد والتحول في النظرة إليه من بلد متخلف نسبيًا إلى منافس قوي في تطوير الألواح الضوئية المعتمدة على الطاقة الشمسية بحلول منتصف عام 2019. بفضل سعة الألواح الضوئية المنشئة التي تصل إلى 12959 ميغاواط اعتبارًا من يونيو عام 2019، اعتُبرت أستراليا من الدول العشرة الأولى في العالم المعتمدة على الطاقة الشمسية من ناحية السعة، واحتلت المرتبة الثانية من ناحية قاعدة الواط للفرد بـ459 واط للفرد بعد ألمانيا التي كانت 548 واط للفرد.
زادت سعة الألواح الضوئية المنشئة في أستراليا 10 أضعاف بين عامي 2009 و2011، وأربعة أضعاف بين عامي 2011 و2016. افتُتحت أول محطة لتوليد الطاقة الكهروضوئية على نطاق تجاري عام 2011 وهي محطة الطاقة الشمسية يوترين بسعة 1 ميغاواط. وافتتحت محطة غرينوف ريفر سولار فارم في عام 2012 بسعة 10 ميغاواط. كان سعر الخلايا الضوئية قيد الانخفاض، وفي يناير عام 2013 كان أقل من نصف تكلفة استخدام شبكة الكهرباء في أستراليا.
تعرضت أستراليا تاريخيًا لانتقادات دولية لإنتاج قسم قليل جدًا من طاقتها بالاعتماد على الطاقة الشمسية، على الرغم من مواردها الواسعة ووفرة الإشعاع الشمسي والإمكانات العالية الشاملة.

## الإمكانيات

### الإمكانيات من حيث الإشعاع الشمسي
إن مناخ أستراليا الجاف وخط عرضها يزودها بفوائد وإمكانيات عالية لإنتاج الطاقة الشمسية. تتلقى معظم القارة الأسترالية أكثر من 4 كيلوواط/ساعة (14 ميغا جول) لكل متر مربع في اليوم من الإشعاع الشمسي خلال أشهر الشتاء، مع منطقة في الشمال تتجاوز 6 كيلوواط/ساعة (22 ميغاجول) لكل متر مربع في اليوم. يتجاوز تشميس أستراليا متوسط القيم في أوروبا وروسيا ومعظم أمريكا الشمالية. توجد مستويات مماثلة في المناطق الصحراوية في شمال وجنوب أفريقيا وجنوب غرب الولايات المتحدة والمنطقة المجاورة للمكسيك والمناطق الواقعة على ساحل المحيط الهادئ في أمريكا الجنوبية. ومع ذلك، فإن المناطق التي تتلقى نسبة عالية من الإشعاع الشمسي بعيدة عن التجمعات السكانية في أستراليا.

### سقف إمكانيات الطاقة الشمسية
وفقًا لمعهد المستقبل المستدام ومدرسة الألواح الضوئية والطاقة المتجددة في جامعة نيو ساوث ويلز، فإن أستراليا لديها القدرة على إنشاء 179 غيغاواط من الطاقة الشمسية على أسطح المنازل في جميع أنحاء البلاد. في نهاية عام 2018، كان لدى أستراليا ما يزيد قليلًا عن 8 غيغاواط من الطاقة الشمسية على الأسطح.
حتى مع بروز أستراليا حديثًا كواحدة من بين رواد العالم في استيعاب الطاقة الشمسية، فقد وجدت الدراسة أنه اعتبارًا من يونيو 2019 كانت أستراليا تستخدم أقل من 5% من السعة المحتملة للطاقة الشمسية على الأسطح. ووجدت الدراسة أن الناتج السنوي المشترك من الطاقة الشمسية على أسطح المنازل يمكن أن يصل نظريًا إلى 245 تيراواط ساعي، أي أكثر من الاستهلاك السنوي الحالي للشبكة الذي يقل قليلًا عن 200 تيراواط ساعي سنويًا.

## الحوافز

### الخصومات
كانت خطة المنازل والمجتمعات المعتمدة على الطاقة الشمسية بمثابة خصم قدمته الحكومة الأسترالية بمبلغ يصل إلى 8000 دولار أسترالي لتركيب الألواح الشمسية على المنازل والمباني التي تُستخدم من قبل المجتمع (بالإضافة إلى المدارس). أُلغي هذا الخصم في 8 يونيو 2009، ليحل محله برنامج الائتمانات الشمسية، إذ سيتلقى إنشاء النظام الشمسي خمسة أضعاف عدد شهادات الطاقة المتجددة لأول 1.5 كيلوواط من السعة بموجب هدف الطاقة المتجددة.
كانت المدارس مؤهلة للتقدم بطلب للحصول على منح تصل إلى 50 ألف دولار أسترالي لإنشاء ألواح شمسية بقوة 2 كيلوواط وغيرها من التدابير من خلال البرنامج الوطني للمدارس المعتمدة على الطاقة الشمسية الذي بدأ في 1 يوليو 2008، والذي حل محل برنامج القسائم الخضراء للمدارس. انتهت طلبات البرنامج في 21 نوفمبر 2012، وركبت 2870 مدرسة ألواحًا شمسيةً. يمكن رؤية مخرجات كل مجموعة ومقارنة مع ما يصل إلى أربع مدارس.

### التعريفة التفضيلية والإجراءات المباشرة
وضعت عدة ولايات مخططات لتشجيع استيعاب توليد الطاقة الشمسية المعتمدة على الألواح الضوئية والتي تشمل الأسر التي تركّب الألواح الشمسية وتبيع الكهرباء الزائدة لتجار التجزئة الكهربائية لوضعها في شبكة الكهرباء والتي تسمى على نطاق واسع «التعريفة التفضيلية». يتضمن كل مخطط تحديد التعريفة التفضيلية التي يمكن تصنيفها من خلال عدد من العوامل، بما في ذلك السعر المدفوع، سواء كان ذلك على أساس صافٍ أو إجمالي الصادرات، وطول مدة ضمان المدفوعات والحد الأقصى لحجم الإنشاء المسموح به ونوع العميل المسموح له بالمشاركة. كانت العديد من التعريفات التفضيلية المقدمة من قبل الولايات الأسترالية هي التعريفات الصافية للصادرات، في حين أن مجموعات الحفظ كانت تدافع عن التعريفات الإجمالية للتغذية. في مارس 2009، بدأ إقليم العاصمة الأسترالية التعريفة الإجمالية التفضيلية. بالنسبة للأنظمة التي تصل سرعتها إلى 10 كيلوواط، كان الدفع 50.05 سنت لكل كيلوواط ساعي. وبالنسبة إلى الأنظمة التي تتراوح بين 10 إلى 30 كيلوواط، كان الدفع 40.04 سنت لكل كيلوواط ساعي. نُقّحت الدفعة تنازليًا مرة واحدة قبل الوصول إلى الحد الأقصى للسعة الإجمالية وإغلاق المخطط. تتم الدفعات كل ثلاثة أشهر بناءً على الطاقة المولدة، ومعدل الدفع مضمون لمدة 20 عامًا.
في جنوب أستراليا، قُدمت التعريفة التفضيلية للطاقة الشمسية للمنازل وبرامج التعليم والتي تضمن تركيب الألواح الضوئية المعتمدة على الطاقة الشمسية على أسطح المباني العامة الرئيسية، مثل مطار أديليد وبرلمان الولاية ومتحف ومعرض الفنون وعدة مئات من المدارس العامة. في عام 2018، قدمت حكومة كوينزلاند خطة الطاقة بأسعار معقولة، والتي تقدم قروضًا بدون فوائد لألواح الطاقة الشمسية وتخزين الطاقة الشمسية، في محاولة لزيادة امتصاص الطاقة الشمسية في الولاية.

## أهداف الطاقة المتجددة
في عام 2001، استحدثت الحكومة الأسترالية هدفًا إلزاميًا للطاقة المتجددة «إم آر إي تي» يضمان حصول الطاقة المتجددة على حصة 20% من إمدادات الكهرباء في أستراليا بحلول عام 2020. وكان على «إم آر إي تي» زيادة الجيل الجديد من 9500 غيغاواط/ساعة إلى 45000 غيغاواط/ساعة بحلول عام 2020. يتطلب إم آر إي تي من مشتري الجملة للكهرباء (مثل تجار التجزئة للكهرباء أو العمليات الصناعية) شراء شهادات الطاقة المتجددة التي أُنشئت من خلال توليد الكهرباء من مصادر متجددة، بما في ذلك الرياح والطاقة المائية وغاز مكبات النفايات والطاقة الحرارية الأرضية، بالإضافة إلى الطاقة الشمسية الكهروضوئية والطاقة الشمسية الحرارية.